# Manpower 4
Manpower 4 je estonski vokalni kvartet. Članovi grupe su Jaanus Saago, Andrei Ozdoba, Mick Pedaja i Kristjan Knight. Zajedno s duom Malcolm Lincoln su nastupali na Pjesmi Eurovizije 2010. u Oslu s pjesmom Siren. U polufinalu 25. svibnja su završili 14. s 39 bodova, te se nisu uspjeli plasirati u finale.